# Cerme (Grogol)
Cerme is een bestuurslaag in het regentschap Kediri van de provincie Oost-Java, Indonesië. Cerme telt 6816 inwoners (volkstelling 2010).